# Louis de La Rochefoucauld
Pour les articles homonymes, voir Louis II.
Louis de La Rochefoucauld, né le 23 décembre 1615, mort le 5 décembre 1654 au château de Verteuil en Angoumois, est un prélat français.

## Biographie
Fils d’un duc et pair, il est le frère du François des Maximes, dit l'abbé de Marcillac, baron de Verteuil, il est abbé de Saint-Jean-d'Angély.
Nommé évêque de Lectoure de 1646 à 1654, il sollicite du pape l’autorisation de conserver les prieurés et abbayes du Poitou dont il est le commendataire. Il attend trois ans les bulles pontificales, puis l’épidémie de peste l’empêche d’entreprendre le voyage vers son diocèse, où il n’ira jamais, mais dont il réclame les dîmes avec insistance.